# Раннерс (муніципалітет)
Рáннерс (дан. Randers kommune) — муніципалітет у регіоні Центральна Ютландія королівства Данія. Площа — 747.6 квадратних кілометрів. Адміністративний центр муніципалітету — місто Раннерс.

## Населення
У 2012 році населення муніципалітету становило 95 756 осіб.